# Maralik
Maralik (en arménien Մարալիկ) est une ville d'Arménie située dans le marz de Shirak. En 2008, elle compte 5 967 habitants.
On y trouve des khatchkars des XIe et XIIe siècles et une église construite en 1903.